# Будович, Татьяна
Татьяна Будович (бел. Таццяна Будовіч, настоящее имя Таццяна Васільеўна Барадуля, род. 12 января 1977, Минск) — белорусская поэтесса, литературный критик, пародистка. Научный сотрудник Государственного литературного музея Максима Богдановича. Член Союза белорусских писателей.

## Биография
В 1994 году окончила школу № 154. В 1998 году окончила Институт современных знаний по специальности «Финансы и кредит».
В 2005 году окончила заочно исторический факультет Белорусского государственного университета. Работала в филиале музея Максима Богдановича «Белорусская хатка», в Институте истории Национальной академии наук Беларуси. Работает научным сотрудником Государственного литературного музея Максима Богдановича.
Имеет 3-й спортивный разряд по альпинизму и парашютному спорту.
Замужем. Воспитывает двух сыновей.

## Творчество
Творческий путь начинала с поэзии, затем перешла в критику. Пишет прозу, иногда обращаясь к жанру пародии (под псевдонимом Тадора Шпілька).
Первое поэтическое издание появилось в 1995 году в журнале «Першацвет» (с бел. — «Первоцвет»). Избранные стихотворения публиковались в журналах «Маладосць», «Полымя», «Бярозка», газетах «Літаратура і мастацтва», «Чырвоная змена», «Наша Ніва» и других. В 2002 году её сборник стихов «Дуэль паглядаў» («Дуэль взглядов») вышел в издательстве «Беларускі кнігазбор». Литературно-критические статьи и обзоры неоднократно публиковались в газете «Новы час» (приложение «Литературная Беларусь»).